# Centropyge hotumatua
Centropyge hotumatua là một loài cá biển thuộc chi Centropyge trong họ Cá bướm gai. Loài này được mô tả lần đầu tiên vào năm 1973.

## Từ nguyên
Từ định danh của loài được đặt theo tên của Hotu Matuʻa, vị thủ lĩnh trong truyền thuyết của đảo Phục Sinh, cũng là nơi mà mẫu định danh được thu thập.

## Phạm vi phân bố và môi trường sống
C. hotumatua có phạm vi giới hạn ở Trung Thái Bình Dương, và chỉ được biết đến tại: đảo Raivavae và Rapa Iti thuộc quần đảo Australes (Polynésie thuộc Pháp), quần đảo Pitcairn (Anh) và đảo Phục Sinh (Chile).
C. hotumatua sống gần các rạn san hô và đá ngầm, đặc biệt là khu vực có nhiều kẽ đá, ở độ sâu khoảng từ 14 đến 50 m.

## Mô tả
C. hotumatua có chiều dài cơ thể tối đa được biết đến là 10 cm. Đầu và cuống đuôi của C. hotumatua có màu cam tươi, phần thân có màu nâu sẫm. Quanh mắt có một vòng màu xanh lam sáng; mống mắt có màu xanh óng. Vây lưng và vây hậu môn có màu nâu sẫm như thân với dải viền mỏng màu xanh óng ở rìa vây; phía sau của cả hai vây này có thêm các vạch màu xanh và đen xen kẽ. Vây lưng sau có một đốm đen lớn viền xanh óng. Vây ngực và vây bụng có màu vàng cam.

## Sinh thái học
Thức ăn chủ yếu của C. hotumatua là tảo sợi. Chúng thường sống thành từng nhóm nhỏ, gồm một con đực trưởng thành thống trị những con cá cái trong hậu cung của nó (một nhóm có từ 3 đến 7 cá thể).
C. hotumatua ít khi được thu thập cho việc buôn bán cá cảnh, bởi chúng xuất hiện ở bên ngoài phạm vi các khu vực thu thập thông thường, vì thế loài này có giá khá đắt.